# 追分 (軽井沢町)
追分（おいわけ）は、長野県北佐久郡軽井沢町の地名。

## 地理
軽井沢町の西部に位置し、中山道追分宿が置かれた地区である。北は群馬県嬬恋村、西と南は御代田町、東は大字長倉に隣接する。浅間山南麓の地で、南部を中央部を湯川が南西に、中央部を御影用水が西に流れ、北陸新幹線、しなの鉄道、国道18号が東西に走る。追分宿の西端付近から県道小諸軽井沢線（浅間サンライン）が西に分岐し、また追分交差点から県道借宿小諸線が南下し、小諸市に通じる。
軽井沢町では、大字や町丁のほかに「区」と呼ばれる自治組織があり、追分には追分区と三ツ石区が設けられている。両区合計の人口は2,132人。

## 施設
- 信濃追分駅
- 軽井沢町追分宿郷土館
- 中山道69次資料館
- 堀辰雄文学記念館
- 長野地方気象台 軽井沢特別地域気象観測所
- 軽井沢追分郵便局
- 早稲田大学 セミナーハウス

## 小・中学校の学区
公立小・中学校に通う場合、学区は以下の通りとなる。
| 地区 | 小学校                     | 中学校                 |
| ---- | -------------------------- | ---------------------- |
| 追分 | 軽井沢町立軽井沢西部小学校 | 軽井沢町立軽井沢中学校 |